# Jahnstadion (Ratisbona)
Lo Jahnstadion era uno stadio di calcio di Ratisbona, che ospitava le partite casalinghe del Jahn Regensburg, e poteva contenere 12.510 spettatori.
Nato come Jahnplatz ha ospitato anche cinque partite di calcio delle Olimpiadi del 1972.
Con la costruzione del nuovo stadio, la Continental Arena, dal 2015 è diventato sede degli allenamenti della prima squadra.